# Buchhorst
Buchhorst település Németországban, Schleswig-Holstein tartományban. Lakosainak száma 149 fő (2023. december 31.).

## Népesség
A település népességének változása:
| Lakosok száma | 175  | 167  | 154  | 150  | 148  | 149  | 149  |
|               | 1975 | 2010 | 2017 | 2019 | 2021 | 2022 | 2023 |